# Nils Lundgren

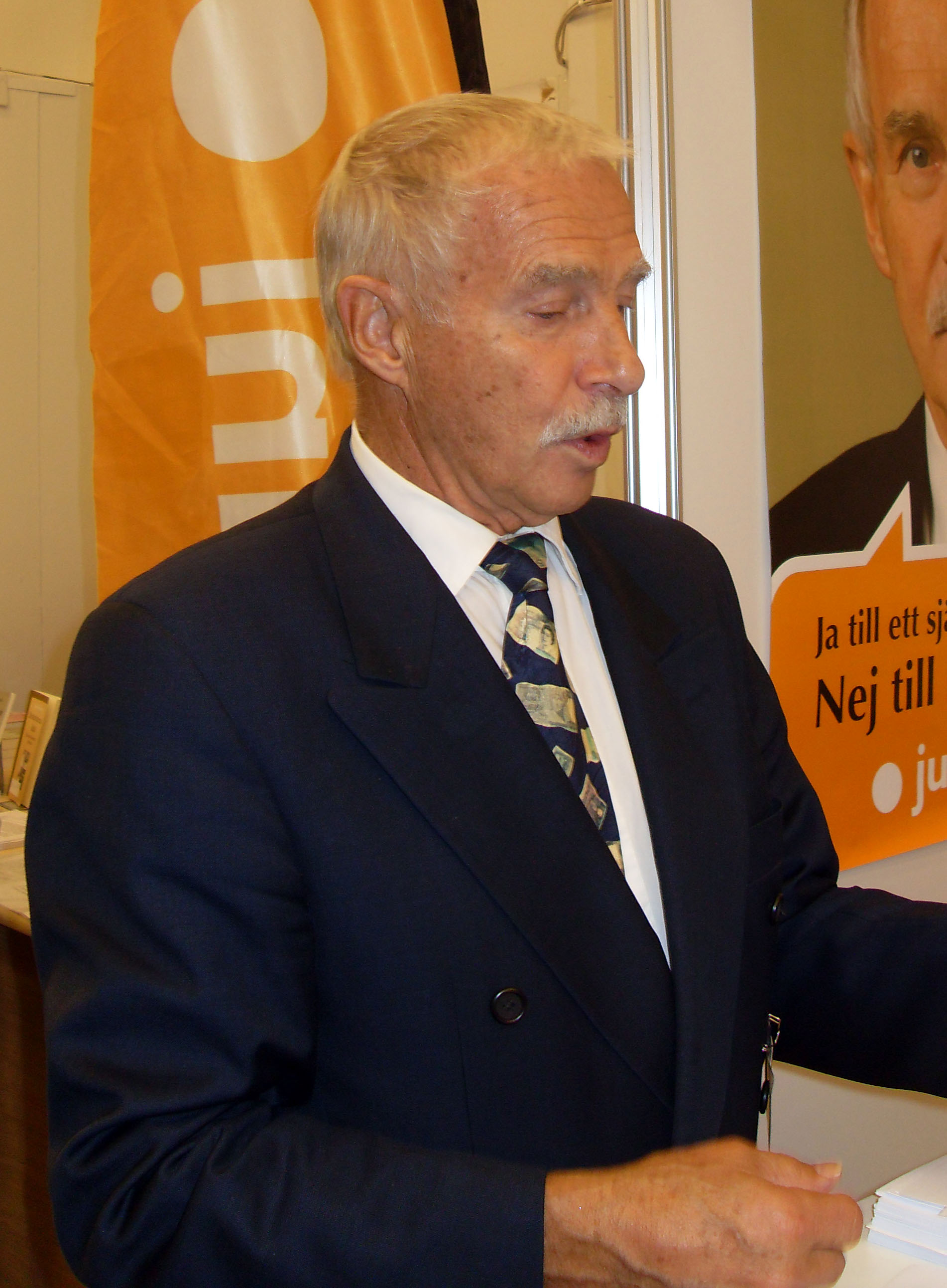
Nils Lundgren

Nils Lundgren (n. 13 iulie 1936 în Skövde) este un om politic suedez, membru al Parlamentului European în perioada 2004-2009 din partea Suediei.
1. 1 2 3  Lundgren, Nils Gustav Herman, Sveriges befolkning 2000[*]
2. ↑  LIBRIS, 1 octombrie 2012, accesat în 24 august 2018
3. ↑  Deputații în Parlamentul European